# Толлівуд

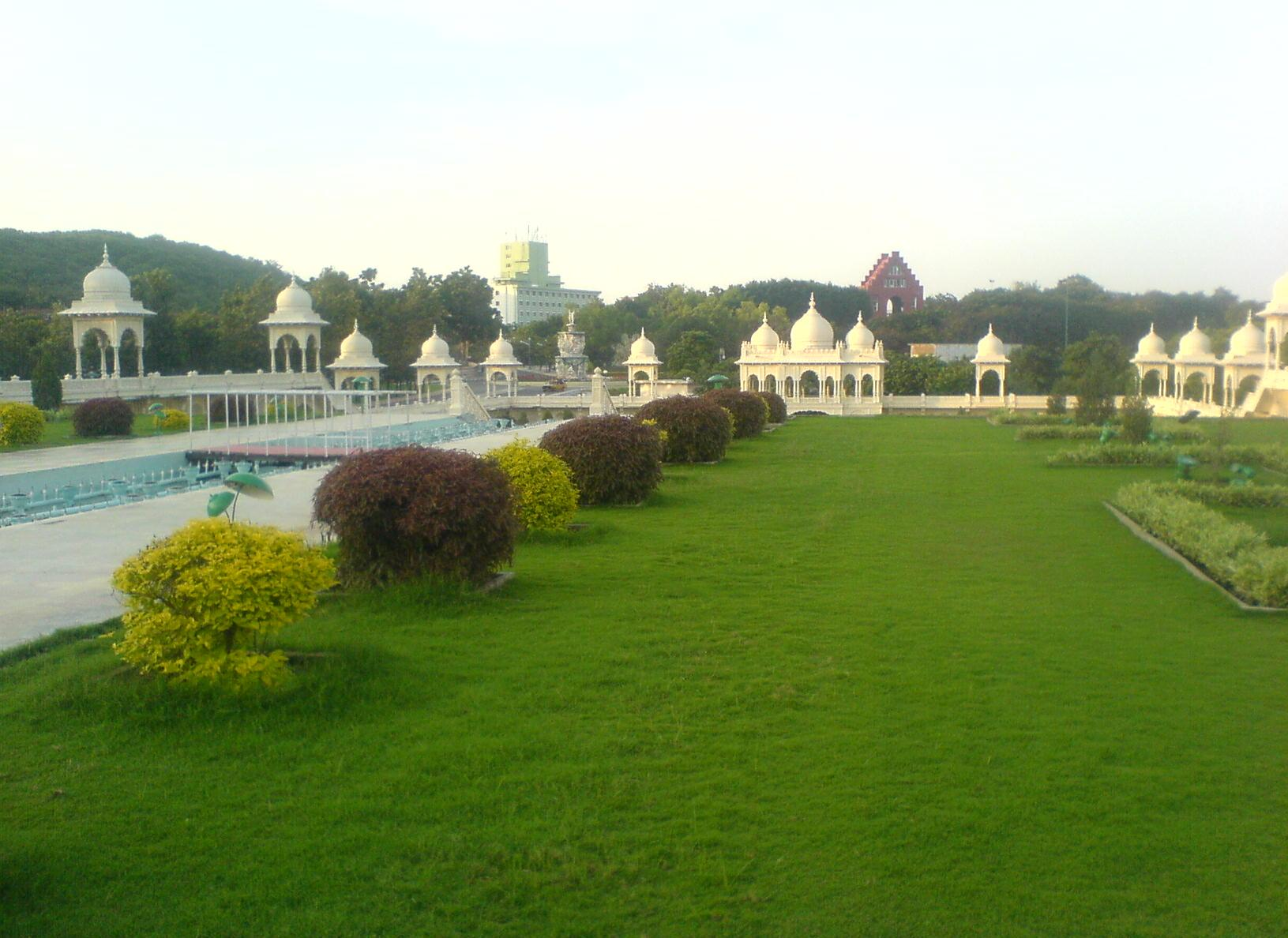
Сад Моголів у Рамодж Film City, кіностудії в Хайдарабаді

Толлівуд або Кінематограф мовою телугу або Кіно Андхра-Прадеш — збірна назва кіноіндустрії в Індії мовою телугу.
Толлівуд — південноіндійська кіноіндустрія, заснована в м. Хайдарабад, штат Андхра-Прадеш. Відома як третя за величиною з точки зору кількості фільмів на рік у Індії.

## Індустрія
Старий актор Аккінені Нагесвара Рао був першим чоловіком, який прийшов у м. Хайдарабад і побудував студію, яку він назвав Аннапурна Studios.
Близько 245 телугу фільмів вийшло 2006 року, найбільше в Індії цього року.
Кіноіндустрія становить 1 % від валового внутрішнього продукту Андхра-Прадеш. Багато успішних фільмів телугу були перероблені на хінді (Боллівуд) і тамільською мовою (Коллівуд).

## Історія
Промисловість телугу фільмів виникла з німого кіно у 1912 році, і випуском фільму Бхишма Пратігхна у 1921 році.
У 1931 році вийшов перший звуковий фільм мовою телугу — Бхакта Прахлада.
У 1934 році Толівуд спіткав перший комерційний успіх фільм Lavakusa. Режисер C. Pullaiah у ролях Parupalli Subbarao та Sriranjani
У 96 фільмах, що вийшли в період між 1937 і 1947 роками, головними були соціальні теми.

## Актори
Серед акторів Толівуду слід відзначити
- Махеша Бабу (Ghattamaneni Mahesh Babu)
- Чиранджіві
- Рана Даггубаті
- С. Дж. Сурья

серед акторок
Тріша Крішнан (Trisha Krishnan)
Женелія Де Соуза (Genelia D'Souza)

## Дубльовані фільми
Тамільське кіно (Коллівуд) регулярно дублюється мовою телугу.